# Prunus mexicana
Prunus mexicana, es una especie de árbol perteneciente a la familia de las rosáceas que se encuentra en el medio oeste y sudeste de los Estados Unidos así como en el norte de México.  Se distribuye desde Dakota del Sur y Ohio en el norte hasta tan al sur como  Alabama y Coahuila. Es una especie ampliamente cultivada, en la costa oeste de los Estados Unidos.  

## Descripción
Tiene un tronco único y alcanza un tamaño de 4,6 a 12 m de altura.
Por lo general se encuentran en los bordes del bosque o en campos abiertos,  tiene hojas de color verde oscuro, ovales y simples, las flores son fragantes de color blanco o rosa blanquecino y la corteza de color gris oscuro con franjas de lenticelas horizontales.  Se adapta a una amplia gama de pH del suelo y son tolerantes a la sequía.

## Taxonomía
Prunus mexicana fue descrita por Sereno Watson y publicado en Proceedings of the American Academy of Arts and Sciences 17: 353, en el año 1882.
Etimología
Ver: Prunus: Etimología
mexicana: epíteto geográfico que alude a su localización en México.
Variedadesː
- Prunus mexicana var. fultonensis (Sarg.) Sarg.
- Prunus mexicana var. polyandra (Sarg.) Sarg.
- Prunus mexicana var. reticulata (Sarg.) Sarg.

Sinonimia
var fultonensis (Sarg.) Sarg.
- Prunus fultonensis Sarg.[7]

var. polyandra (Sarg.) Sarg.
- Prunus polyandra Sarg.[8]

var. reticulata (Sarg.) Sarg.
- Prunus reticulata Sarg.[9]